# Lake Harbor
Cet article possède un paronyme, voir Lake Arbor.
Lake Harbor est une census-designated place du comté de Palm Beach, dans l'État de Floride, aux États-Unis,. En 2020, elle compte une population de 49 habitants.